# Getzersdorf (Gemeinde Inzersdorf-Getzersdorf)
Getzersdorf ist eine Ortschaft und eine Katastralgemeinde der Gemeinde Inzersdorf-Getzersdorf im Bezirk Sankt Pölten-Land in Niederösterreich.

## Geografie
Das Dorf liegt im Westen des Traisentals und kann über die Landesstraßen L5012 und L5016 erreicht werden. Um die Haltestelle Inzersdorf-Getzersdorf entwickelte sich die Bahnhofsiedlung.

## Geschichte
Beim Schotterabbau in der „Eisenbahnschottergrube nächst der Station Getzersdorf“ wurden zwischen 1899 und 1923 einige latènezeitliche Gräber freigelegt. Es waren insgesamt 13 Körperbestattungen, darunter ein Doppelgrab, die von der Früh- bis in die Mittelatèneperiode zu datieren sind. An Grabbeigaben fanden die Archäologen einen Halsreif (Torques) mit petschaftähnlichen Enden und plastischer Verzierung sowie einige reich verzierte Armreife. Die Gräber gehören zu einer Gruppe derartiger Objekte, die sich im Hinterland der Traisen auf einer Flussterrasse erstrecken.
1850 wurde Getzersdorf eine selbständige Gemeinde. Im Jahr 1863 wurde Getzersdorf mit Inzersdorf vereinigt und erst 1919 wieder eine eigene Gemeinde.
Laut Adressbuch von Österreich waren im Jahr 1938 in der Ortsgemeinde Getzersdorf ein Taxiunternehmer, ein Bäcker, zwei Binder, ein Elektrotechniker, ein Fleischer, drei Gastwirte, zwei Gemischtwarenhändler, zwei Landesproduktehändler, eine Lohnmühle, eine Milchgenossenschaft, zwei Sägewerke, ein Schmied, zwei Schuster und ein Viehhändler ansässig.
Im Jahre 1970 beschlossen die Gemeinderäte von Inzersdorf und Getzersdorf die Zusammenlegung der beiden Gemeinden unter dem Namen Inzersdorf-Getzersdorf.

## Öffentliche Einrichtungen
In Getzersdorf befindet sich ein Kindergarten.

## Sehenswürdigkeiten
- Pfarrkirche Getzersdorf,  den hl. Michael geweiht, ein spätbarocker Bau mit einem im Kern gotischen Chor